# Carl Theodore Liebermann
Carl Theodore Liebermann (Berlin, Poroszország, 1842. február 23. – Berlin, Németország, 1914. december 28.) német vegyész.

## Életpálya
Robert Wilhelm Bunsen tanítványa volt a heidelbergi egyetemen. A berlini műszaki egyetem elődjében, a Königliches Gewerbe-Institut-ban, Adolf von Baeyer felügyelete alatt folytatta tanulmányait. Baeyert követve a laboratórium vezetője. 1873-ban szerezte meg a professzori címet.

## Kutatási területei
Carl Graebevel együtt 1868-ban szintetizálta a narancsvörös alizarint. Ez volt az első szintetikusan előállított szerves festék, amely kiszorította a textiliparban a természetes buzérfestéket. Az eljárásra 1869-ben szabadalmat szereztek.

## Szakmai sikerek
Kidolgozta a fenolok kimutatására szolgáló analitikus eljárást, melyet ma Liebermann reakciónak nevezünk.